# Scott Bartlett
Scott Bartlett (* 20. August 1985 in Pittsford, New York) ist ein US-amerikanischer Eishockeyspieler, der beim SC Riessersee spielte, seine Karriere jedoch beendete, um als Spielervermittler bei seinem Vater zu arbeiten. 

## Karriere
Bartlett begann seine Karriere 2004 am Middlebury College in der Collegeliga National Collegiate Athletic Association. Nach vier Jahren, in denen er stetig seine Leistungen verbesserte, wechselte er zur Saison 2008/09 zu den Trenton Devils in die ECHL. Nach durchschnittlichen Leistungen wechselte er während der Saison 2009/10 zunächst zu den Rapid City Rush in die Central Hockey League und nach nur acht Spielen zu den South Carolina Stingrays wieder in die ECHL. 
Nach der abgelaufenen Saison bot sich Bartlett beim SC Riessersee an, um eine der Kontingentstellen zu besetzen. Da sich die Geschäftsführung des SC Riessersee aber nicht über die Qualitäten Bartletts sicher war und nur über ein beschränktes Budget aufgrund des freiwilligen Abstiegs in die Oberliga verfügte, bot Bartlett dem SC Riessersee an, sich unentgeltlich und auf eigene Kosten beim SC Riessersee zu beweisen.
Nach einer vierwöchigen Testphase, bei welcher er unter anderem in zwei Punktspielen drei Punkte erzielte, wurde sein Kontrakt auf drei Monate zu zuvor verhandelten Konditionen verlängert. Da die gezeigte Leistung Bartletts stimmte, wurde sein Vertrag bis Saisonende verlängert. Am 5. Dezember 2010 verletzte sich Bartlett, als er sich im Punktspiel gegen den EC Peiting nach einem Check durch Hubert Schöpf einen Riss des Syndesmosebandes zuzog und sechs Wochen ausfiel. Er beendete die Saison mit 43 Punkten nach 31 Spielen in der regulären Spielzeit und zwölf Punkten in 14 Playoffspielen. Zudem gewann er die Oberliga-Meisterschaft mit dem SC Riessersee, welche den Aufstieg in die 2. Bundesliga einläutete.
Im Juli 2011 wurde unterdessen bekannt, dass er seine Karriere als Eishockeyspieler beende, um bei seinem Vater zu arbeiten.
Bartlett kann den Schläger sowohl rechts als auch links spielen. Scott Bartletts Vater ist Steve Bartlett, Spielervermittler in der NHL, der unter anderem für den Vertrag von Thomas Vanek bei den Buffalo Sabres, der auf sieben Jahre Laufzeit abgeschlossen wurde und einen Gesamtwert von 50 Millionen Dollar beinhaltet, verantwortlich ist.

## Erfolge und Auszeichnungen
- 2011 Oberliga-Meister mit dem SC Riessersee
- 2011 Aufstieg in die 2. Bundesliga mit dem SC Riessersee

## Karrierestatistik
(Legende zur Spielerstatistik: Sp oder GP = absolvierte Spiele; T oder G = erzielte Tore; V oder A = erzielte Assists; Pkt oder Pts = erzielte Scorerpunkte; SM oder PIM = erhaltene Strafminuten; +/− = Plus/Minus-Bilanz; PP = erzielte Überzahltore; SH = erzielte Unterzahltore; GW = erzielte Siegtore; 1 Play-downs/Relegation; Kursiv: Statistik nicht vollständig)